# Крістьян Сандер
Крістьян Сандер (нар. 8 грудня 1977) — естонський письменник-фантаст.
У 2012 році закінчив філософський факультет Тартуського університету за спеціальністю «Історія», а в 2014 році отримав ступінь магістра археології з дисертацією «Кунда Ламмасмяе поселення кам'яної доби» (керівниця Айвар Крійська). У 2014 році вступив до докторантури.
Крістьян Сандер є членом редакційної колегії онлайн-журналу Algernon.
Зандер грає в шахи, він є головою шахового клубу Тартуського університету.

## Праці
Сандер писав переважно науково-фантастичні оповідання, але він також опублікував один роман або збірку оповідань («13 зимових миттєвостей», містить 4 тематично пов'язані оповідання), одну збірку оповідань («Вечір на пляжі») і один короткий роман («В ім'я світла»).
- «За світло». Тарту: Fantaasia, 2003
- «Ще не вечір». Розповідь із науково-фантастичної збірки «Фантастика: найкращі оригінальні науково-фантастичні оповідання естонських авторів». Таллінн: Varrak, 2004
- «13 зимових миттєвостей». Таллінн: Varrak, 2008
- «Вечір на пляжі». Таллінн: Varrak, 2012